# Egidio Notaristefano
Egidio Notaristefano (Milano, 4 febbraio 1966) è un allenatore di calcio ed ex calciatore italiano, di ruolo centrocampista.

## Carriera

### Giocatore

#### Club

Notaristefano (a sinistra) al Como nel 1986, accanto allo juventino Michel Platini

Iniziò la carriera nel Como, nei primi anni 1980. Nel 1983-1984 ottenne la promozione disputando così la sua prima gara in Serie A nella stagione successiva.
Nel 1988 un infortunio compromise la sua carriera; il Como retrocesse dalla Serie A alla Serie C1 in due anni. Un'esperienza al Bologna, nella stagione 1990-1991, si concluse nuovamente con una retrocessione.
Vestì successivamente le maglie di Lecce e Perugia tra i cadetti, ottenendo con entrambe la promozione in massima serie, e dell'Alessandria in C1. Promosso in Serie C2 nel 1999 con il Meda, chiuse la carriera coi dilettanti del Pro Lissone, nel 2001.

#### Nazionale
Esordì in Nazionale Under-21 il 12 novembre 1986 a Fontanafredda, in un'amichevole contro l'Austria. Con l'Under-21 conta dieci presenze e un gol, messo a segno contro la Svizzera il 16 ottobre 1987, a Neuchâtel.

### Allenatore
Dopo un'esperienza di allenatore con il Bienate Magnago (nel campionato di Promozione lombardo), ha allenato le giovanili del Legnano e, dal 5 novembre 2007, la prima squadra lilla, in Serie C1, collaborando con Oreste Didonè.
Nel maggio del 2008 il Novara lo ingaggiò come allenatore per la stagione sportiva 2008-2009, in Prima Divisione; nel giugno del 2009 lasciò la squadra.
Il successivo 17 novembre ha sostituito Aldo Dolcetti nel ruolo di allenatore della SPAL; il 13 febbraio 2011, dopo la sconfitta contro la Paganese, viene esonerato.
Nella stagione 2011-2012 subentra a Massimiliano Maddaloni nel Carpi militante in Prima Divisione. Col suo arrivo il club emiliano inizia una rimonta che lo porterà al 3º posto in classifica, che vale la qualificazione ai play-off dove, giunti in finale, i biancorossi vengono sconfitti per 1-3 contro la Pro Vercelli (0-0 all'andata), venendo eliminati. Conclusa la stagione, società e allenatore decidono di non prolungare il contratto.
Nel marzo del 2013 subentra a Giovanni Cusatis sulla panchina dell'Alessandria, in Seconda Divisione. Il 4 novembre 2013 viene esonerato dalla società piemontese.
Nel 2015 è nominato allenatore della Nazionale Under 17 Dilettanti.
A marzo 2018 è ingaggiato come primo collaboratore dell’allenatore cinese del Liaoning nella seconda serie cinese.

## Statistiche

### Statistiche da allenatore
Statistiche aggiornate al 5 novembre 2013.
| Stagione           | Squadra            | Campionato         | Campionato | Campionato | Campionato | Campionato | Coppe nazionali | Coppe nazionali | Coppe nazionali | Coppe nazionali | Coppe nazionali | Coppe continentali | Coppe continentali | Coppe continentali | Coppe continentali | Coppe continentali | Altre coppe | Altre coppe | Altre coppe | Altre coppe | Altre coppe | Totale | Totale | Totale | Totale | % Vittorie |
| Stagione           | Squadra            | Comp               | G          | V          | N          | P          | Comp            | G               | V               | N               | P               | Comp               | G                  | V                  | N                  | P                  | Comp        | G           | V           | N           | P           | G      | V      | N      | P      | %          |
| ------------------ | ------------------ | ------------------ | ---------- | ---------- | ---------- | ---------- | --------------- | --------------- | --------------- | --------------- | --------------- | ------------------ | ------------------ | ------------------ | ------------------ | ------------------ | ----------- | ----------- | ----------- | ----------- | ----------- | ------ | ------ | ------ | ------ | ---------- |
| nov. 2007-2008     | Legnano            | C1                 | 22         | 10         | 7          | 5          | -               | -               | -               | -               | -               | -                  | -                  | -                  | -                  | -                  | -           | -           | -           | -           | -           | 22     | 10     | 7      | 5      | 45,45      |
| 2008-2009          | Novara             | 1D                 | 34         | 11         | 13         | 10         | CI+CI-LP        | 2+6             | 1+3             | 0+2             | 1+1             | -                  | -                  | -                  | -                  | -                  | -           | -           | -           | -           | -           | 42     | 15     | 15     | 12     | 35,71      |
| nov. 2009-2010     | SPAL               | 1D                 | 21         | 7          | 9          | 5          | -               | -               | -               | -               | -               | -                  | -                  | -                  | -                  | -                  | -           | -           | -           | -           | -           | 21     | 7      | 9      | 5      | 33,33      |
| 2010-feb. 2011     | SPAL               | 1D                 | 23         | 9          | 7          | 7          | CI+CI-LP        | 1+1             | 0               | 0+1             | 1+0             | -                  | -                  | -                  | -                  | -                  | -           | -           | -           | -           | -           | 25     | 9      | 8      | 8      | 36,00      |
| Totale SPAL        | Totale SPAL        | Totale SPAL        | 44         | 16         | 16         | 12         |                 | 2               | 0               | 1               | 1               |                    | -                  | -                  | -                  | -                  |             | -           | -           | -           | -           | 46     | 16     | 17     | 13     | 34,78      |
| ott. 2011-2012     | Carpi              | 1D                 | 27+4       | 14+1       | 9+1        | 4+2        | CI-LP           | 4               | 2               | 0               | 2               | -                  | -                  | -                  | -                  | -                  | -           | -           | -           | -           | -           | 35     | 17     | 10     | 8      | 48,57      |
| mar.-mag. 2013     | Alessandria        | 2D                 | 7          | 3          | 3          | 1          | -               | -               | -               | -               | -               | -                  | -                  | -                  | -                  | -                  | -           | -           | -           | -           | -           | 7      | 3      | 3      | 1      | 42,86      |
| ago.-nov. 2013     | Alessandria        | 2D                 | 10         | 3          | 5          | 2          | CI-LP           | 2               | 0               | 2               | 0               | -                  | -                  | -                  | -                  | -                  | -           | -           | -           | -           | -           | 12     | 3      | 7      | 2      | 25,00      |
| Totale Alessandria | Totale Alessandria | Totale Alessandria | 17         | 6          | 8          | 3          |                 | 2               | 0               | 2               | 0               |                    | -                  | -                  | -                  | -                  |             | -           | -           | -           | -           | 19     | 6      | 10     | 3      | 31,58      |
| Totale carriera    | Totale carriera    | Totale carriera    | 148        | 58         | 54         | 36         |                 | 16              | 6               | 5               | 5               |                    | -                  | -                  | -                  | -                  |             | -           | -           | -           | -           | 164    | 64     | 59     | 41     | 39,02      |

## Palmarès

### Club

#### Competizioni nazionali
- Campionato Nazionale Dilettanti: 1

Meda: 1998-1999 (girone B)